# 日本—帕勞關係
日本—帛琉关系（日语：日本とパラオの関係）是指日本国和帛琉共和国的外交关系。帛琉曾是日本在大洋洲的委任统治地，直到日本在二战战败为止，现代日本与帛琉于1994年11月2日建交，此后双边关系友好顺利发展。日裔人口在帛琉拥有较高比例，帛琉也是除了日本之外唯一认可日文作为通用语言的国家。部分與帛琉建交，但未在当地開設大使館的國家，亦委任駐日大使為兼任駐帛琉大使。

## 历史
两国关系始于江户時代，文政3年（1820年），日本陸奥國閉伊郡船越浦（即今岩手县山田町船越）的船只“神社丸”在驶向江户途中在今千叶县的九十九里滨沖遭難，38天后，“神社丸”号抵达帛琉。幸存的6名船员在帛琉住了3年半，才经由菲律宾马尼拉、葡属澳门以及大清帝国的浙江省乍浦返回日本。这也是关于日本和帛琉关系最早的记载。
1899年以前帛琉屬西班牙殖民地—西屬東印度群島，美西戰爭後，美國只願意接管此區最大島嶼關島，其餘島嶼賣給德國，由德屬新幾內亞管轄。在第一次世界大战中，基於英日同盟的關係，日本在1914年8月23日對德國宣戰，随即出兵佔領帛琉。第一次世界大戰後，國際聯盟依照凡爾賽和約，將赤道以北交由日本委任統治。日本正式取得南洋群島後，設置南洋廳，行政中心即设在帛琉的柯羅:8。
在日本托管时期，当局对帛琉实施日本化政策，並在当地建造神社，引入内地移民，亦发展公共工程、文教事业。其中，日本於1926年在柯羅創立的木工學校主要招收帛琉人，当局從其占领的南洋群島各地招攬公学毕业的優秀學生进入该校，並向他们提供木工、机械及土木技术培训。太平洋戰爭爆發後，成為“島民工員養成所”，该校也會选拔优秀的学生前往日本内地深造。
在二战期间，帛琉曾是日本帝国军的前线基地，日军与美军曾在帛琉群岛南部的佩里琉、安加尔二岛发生战争，昭和20年（1945年），日本战败，南洋群岛亦改由美国托管，当时，几乎所有住在帛琉的日本人都被遣返日本，但是一部分与当地土著居民通婚的日本人被允许留在帛琉:11-12。
帛琉独立后，国会曾经选出日裔帛琉人中村国雄为第一任总统:76，而他的哥哥中村大次郎（Daiziro Nakamura）在两国建交後亦曾担任帛琉驻日大使。1994年11月2日，日本和帛琉建立正式外交关系，并于1999年互设常驻外交代表机构。2000年4月，日本首相森喜朗提出了太平洋前沿外交战略，主张强化日本与包括帕劳在内南太平洋诸岛国的外交联系，加强政经关系。接替森喜朗的小泉純一郎、安倍晋三、菅義偉、岸田文雄等也多重视与帕劳的合作关系，並透过太平洋岛国论坛、日本—太平洋岛国首脑峰会等多边机制进一步深化了双边关系:116-124。

## 经贸往来
2023年，日本、帛琉双边贸易额约为14.4亿日元，其中14亿为日本出口，4,000万元为帛琉出口。据日本外務省统计，2022年10月，共有20家日本企业在帛琉投资，其中，连结帛琉最大城科羅爾與最大島巴貝圖阿普島之間的科羅爾—巴貝圖阿普大橋由日本鹿島建設於2002年興建完成，取代了原由韓國建設公司SOCIO建造於1978年、倒塌於1996年的舊大橋，日本政府还将这座跨海大桥称为日本—帕勞友谊大桥:5。

## 人文交流

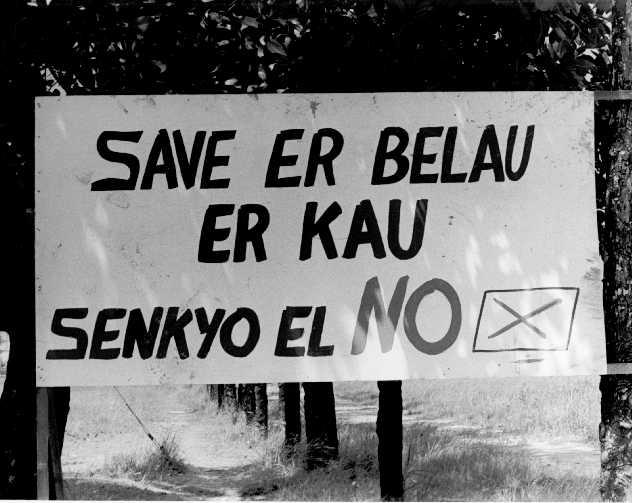
反对投票的立牌。文字中的“SENKYO”是帕劳语，源自日文“选举”

日本曾是帛琉第二大援助国:5，2021年更超过美国，成为帛琉的最大援助来源国，多年间透过援助专案协助帛琉保护生态环境、改善国民生活，以应对气候变迁带来的不利影响。
帛琉国旗形似日本国旗，因此一些日本人猜想帕劳国旗的设计刻意模仿了日本国旗，认为帛琉旗象徵著帛琉和日本之間的友好，但设计者约翰（John Blau Skebong）否认了这一说法，並宣稱這兩面旗幟之間沒有特殊聯繫。而前帕劳总统中村国雄在接受采访时对这一理论作出了回应，並含糊其辭地表示：「這是一種說法」。
帛琉的安加尔岛是日本以外唯一以日語為官方語言的地區。然而日本憲法並未明訂官方語言為日語，故亦有文獻宣稱安加爾是世上唯一正式採用日語為官方語言的地區。但實際上該地已沒有以日語為日常用語的人口居住，日語的官方地位名存實亡。另外，在日本统治时期，由于当局在学校推行日文授课，帛琉語中也吸收了许多来自日语的外来词:12-13，当时的日本音乐学家田边尚雄也曾对帛琉的土著音乐舞蹈进行过考察，並认为它们体现了音乐舞蹈的纯粹、原本的面貌。